# پیتزو دی برونز
پیتزو دی برونز (به لاتین: Pizzo di Brünesc) یک کوه در سوئیس است که در کانتون تیچینو واقع شده‌است. پیتزو دی برونز ۲٬۴۲۹ متر بالاتر از سطح دریا واقع شده‌است.